# Gotfryd z Villehardouin
Gotfryd z Villehardouin (ur. przed 1150, zm. ok. 1212) – marszałek Szampanii, kronikarz i uczestnik IV wyprawy krzyżowej.
Pozostawił po sobie dzieło kronikarskie w dialekcie języka starofrancuskiego La Conquête de Constantinople, napisane około 1208 w trakcie pobytu w Szampanii. Odgrywał czołową rolę polityczną w trakcie wyprawy (misje dyplomatyczne do Wenecji i w Konstantynopolu), a także po założeniu Cesarstwa Łacińskiego. 

## Polskie przekłady
- Geoffroi Villehardouin, Zdobycie Konstantynopola (fragm.), w: Teksty źródłowe do nauki historii w szkole średniej, z.17: Europa w czasie wypraw krzyżowych, opr. Władysław Semkowicz, Kraków 1925.
- Geoffroi Villehardouin, Zdobycie Konstantynopola (fragm.), przeł. Władysław Semkowicz, w: Wielka literatura powszechna, Trzaska, Everta, Michalskiego, Antologia, t.5, Warszawa 1938, s.796-797.
- Geoffroi Villehardouin, Zdobycie Konstantynopola (fragm.), w: Teksty źródłowe do historii powszechnej wieków średnich, cz.1, oprac. J. Garbacik, K. Pieradzka, Kraków 1951, s.89-94.
- Geoffroi Villehardouin, Zdobycie Konstantynopola (fragm.), w: Teksty źródłowe do nauki historii w szkole, nr 6: Rozwój dążeń uniwersalistycznych, walka papiestwa z cesarstwem i wojny krzyżowe, oprac. J. Żuławiński, Warszawa 1959, s.37-41.
- Geoffroi Villehardouin, Zdobycie Konstantynopola (fragm.), w: Kraje i kultury śródziemnomorskie, przeł. i oprac. Jerzy Hauziński, t.1: Średniowiecze powszechne od VI do połowy XV wieku, pod red. Gerarda Labudy, Poznań 1990, s.138-142.
- Geoffroy de Villehardouin, Zdobycie Konstantynopola, tłumaczenie i komentarz Zdzisław Pentek, Poznań 2003.